# 써튼 퓨리
《써튼 퓨리》(Certain Fury)는 미국에서 제작된 스티븐 질렌홀 감독의 1985년 액션, 드라마 영화이다. 테이텀 오닐 등이 주연으로 출연하였고 길버트 아들러 등이 제작에 참여하였다.

## 출연

### 주연
- 테이텀 오닐
- 아이린 카라

### 조연
- 니콜라스 캠벨
- 조지 머덕
- 모세스 건
- 피터 폰다
- 로드니 게이지
- 조나돈 팰론
- 데이비드 롱워스
- 샤론 샤퍼
- 진 하트라인
- 피터 앤더슨
- 테드 스티더
- 셜리 바클레이
- 조셉 콜랜드
- 프랭크 C. 터너
- 폴 바튼
- 스티븐 E. 밀러
- 브루스 맥리드
- 빌 벅
- 게리 초크
- 다릴 헤이즈
- 톰 맥베스
- 존 스콧
- 하워드 스토리
- 윌리암 S. 테일러
- 스티븐 쏜
- 데일 윌슨
- 캠벨 레인